# Xã Riverton, Quận Fremont, Iowa
Xã Riverton (tiếng Anh: Riverton Township) là một xã thuộc quận Fremont, tiểu bang Iowa, Hoa Kỳ. Năm 2010, dân số của xã này là 380 người.